# Julija Zimafejewa

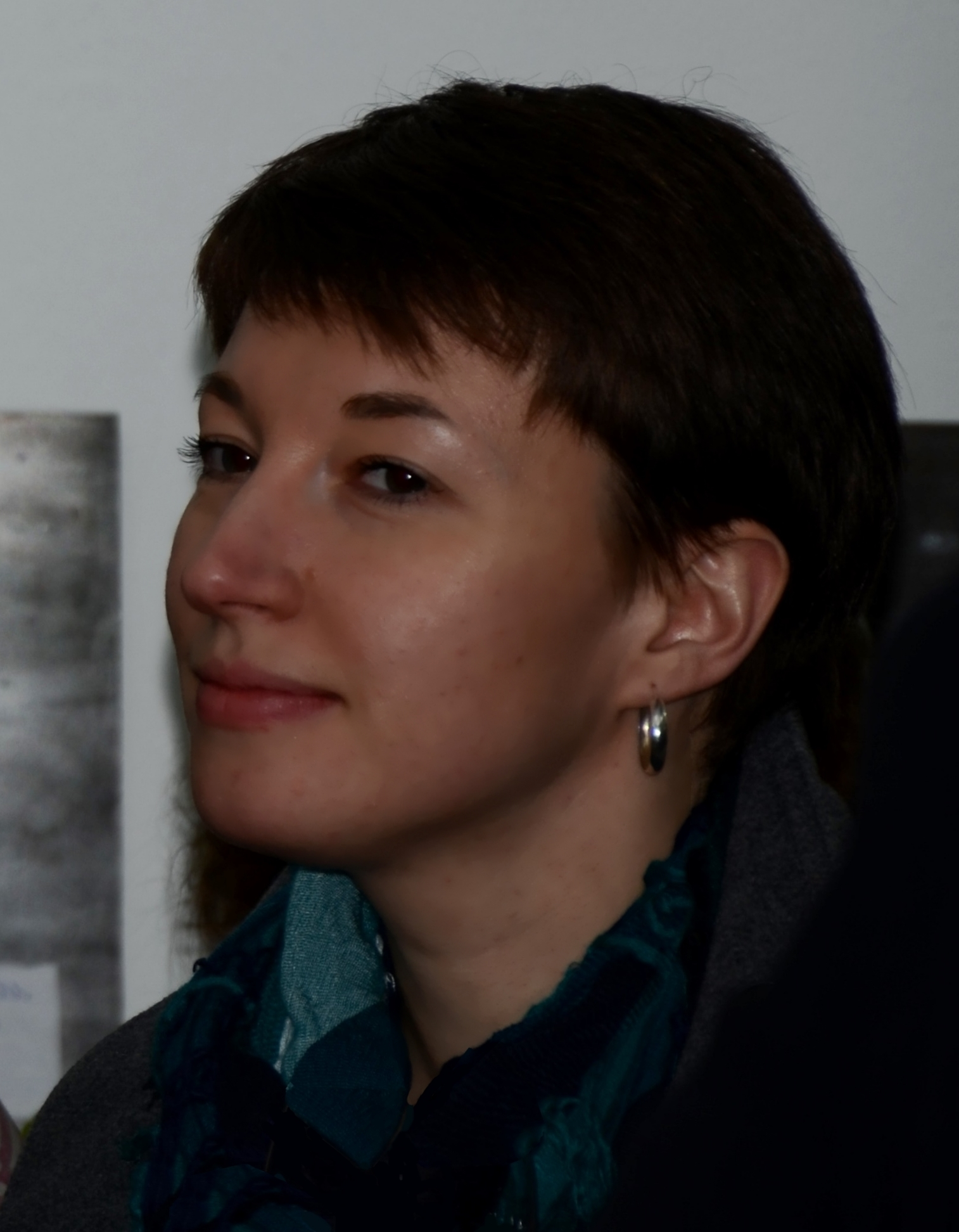
Julija Zimafejewa, 2013

Julija Pjatrouna Zimafejewa (belarussisch Юлія Пятроўна Цімафеева; international auch: Julia Cimafiejeva; * 12. Januar 1982 im Dorf Spjaryschscha im Rajon Brahin, Homelskaja Woblasz) ist eine belarussische Übersetzerin und Lyrikerin.

## Leben
Zimafejewa studierte Anglistik an der Minsker Staatlichen Linguistischen Universität und erwarb ihren Master in Literaturwissenschaft an der Belarussischen Staatlichen Universität. Sie beteiligte sich an den Protesten in Belarus im Anschluss an die Präsidentschaftswahl 2020. Im Dezember 2020 erhielt sie mit ihrem Ehemann Alhierd Bacharevič das Writers-in-Exile-Stipendium der Stadt Graz.
Zimafejewa ist Mitglied im PEN Belarus und Mitgründerin des PEN Berlin.

## Werk
Sie ist Mitgründerin und Redakteurin des literarischen Web-Magazins PrajdziSvet (prajdzisvet.org). Sie übersetzte u. a. Arbeiten von Walt Whitman, Stian Hole, Stephen Crane, Maja Lunde und Charles Bukowski ins Belarussische.
2014 veröffentlichte sie ihren ersten eigenen Lyrikband Das Buch der Fehler (Кніга памылак), 2016 folgte der Band Zirkus (Цырк).
2020 veröffentlichte sie Days in Miensk: A Diary, ihr Tagebuch der Proteste in Belarus im Jahr 2020. „Es sind kurze, eindringliche Sätze wie Passagen, in denen man beim Lesen das Gefühl hat, selbst dabei zu sein, als liefe man mit ihr in einem großen Pulk die Hauptstraße von Minsk entlang, um dann ebenso schnell wegzulaufen, wenn Gefahr in der Luft liegt“, lobte Deutschlandfunk Kultur in einer Besprechung.
Ihre Bücher wurden ins Polnische, Englische, Deutsche, Niederländische und Schwedische übersetzt.

### Publikationen in deutscher Sprache
- Julia Cimafiejeva: Zirkus. Gedichte. Aus dem Belarussischen von Thomas Weiler und Tina Wünschmann. Edition.fotoTAPETA, Berlin 2019. ISBN 978-3-940524-80-5
- Julia Cimafiejeva: Minsk. Tagebuch. Aus dem Englischen von Andreas Rostek. Edition.fotoTAPETA, Berlin 2021. ISBN 978-3-949262-04-3
- Julia Cimafiejeva: Der Angststein. Gedichte. Aus dem Belarusischen von Tina Wünschmann sowie Thomas Weiler, Uljana Wolf und Lydia Nagel. Edition.fotoTAPETA, Berlin 2022. ISBN 978-3-949262-20-3
- Julia Cimafiejeva: Minsk. Die Stadt, die ich vermisse. Fotografie. Gedichte. Aus dem Belarussischen von Thomas Weiler und Tina Wünschmann, aus dem Englischen von Georgia Rauer. EDITIONfrölich, Berlin 2022. ISBN 978-3-9824450-1-4